# Коулсон, Хэйден
Хэйден Коулсон (англ. Hayden Coulson; род. 17 июня 1998, Гейтсхед) — английский футболист, защитник английского клуба «Мидлсбро».

## Клубная карьера

### «Мидлсбро»
Начинал заниматься футболом в местных командах «Ньюкасл Сити» и «Понтиленд Юнайтед», а в 13 лет перебрался в Академию «Мидлсбро». Летом 2016 года подписал свой первый профессиональный контракт с клубом.
В составе молодёжной команды «Мидлсбро» (до 19 лет) принимал участие в юношеской лиге УЕФА 2015/16, сыграв в 5 встречах, в которых отметился 2 голами. С 2015 года начал привлекаться в резервную команду «Мидлсбро» (до 23 лет), за которую сыграл 32 матча и забил 5 голов.
Летом 2019 года был переведён новым главным тренером Джонатаном Вудгейтом в основную команду «Мидлсбро», в составе которой прошёл все предсезонные сборы и принимал участие в товарищеских встречах. 2 августа дебютировал в официальных играх, отыграв все 90 минут в матче 1-го тура Чемпионшипа против «Лутон Таун» (3:3). 27 декабря 2019 года продлил контракт с «Мидлсбро» до 2023 года.

### Аренда в «Сент-Миррен»
9 июля 2018 года на правах сезонной аренды Хэйден присоединился к новичку шотландского Премьершипа — клубу «Сент-Миррен». Дебютировал 13 июля в матче Кубка шотландской лиги против «Килмарнока» (3:2), а 28 июля забил первый гол на профессиональном уровне, отличившись во встрече против «Дамбартона» (6:0).
Сыграв всего 6 матчей в чемпионате, в октябре аренда Коулсона была досрочно прекращена и он вернулся в расположение «Мидлсбро».

### Аренда в «Кембридж Юнайтед»
31 января 2019 года на правах аренды до конца сезона перешёл в клуб Лиги Два «Кембридж Юнайтед». Дебютировал 16 февраля в домашней игре против «Транмир Роверс» (0:0), а всего принял участие в 14 поединках.

## Карьера в сборной
В 2014—2016 годах привлекался в юношеские сборные Англии различных возрастов (до 16, до 17 и до 18 лет).